# Байбише (возвышенность)
Байбише (также Байбишетау) — возвышенность между Приаральскими Каракумами и пустыней Бетпак-Дала. Простирается с северо-запада на юго-восток на 25—27 километров, высота 254 метра. Сложена палеогеновыми отложениями, поверхность выровнена. Юго-западные склоны крутые, восточные склоны — пологие, западные и южныерасчленены оврагами. Используется как пастбище.